# Anzorej
Anzorej (in russo Анзорей?; in lingua cabarda Андзорей) è un villaggio della Russia, situato in Cabardino-Balcaria. Appartiene al rajon Leskenskij del quale è il centro amministrativo.
Si trova 35 chilometri a est della città di Nal'čik e 25 chilometri a sud-est di Nartkala.